# 稲草村
稲草村（いなくさむら）は、広島県甲奴郡にあった村。現在の庄原市の一部にあたる。

## 地理
田総川流域に位置していた。

## 歴史
- 1889年（明治22年）4月1日、町村制の施行により、甲奴郡稲草村が単独で村制施行し、稲草村が発足[1][2]。稲草村、下領家村、木屋村の町村組合を結成し役場を稲草村に設置[1]。
- 1912年（明治45年）1月1日、甲奴郡下領家村、木屋村と合併し、田総村を新設して廃止された[1][2]。

## 産業
- 農業[1]

## 名所・旧跡
- 意賀美神社（式内社）[1]